# Жорж, Альфонс Жозеф
Альфонс-Жозеф Жорж (фр. Alphonse-Joseph Georges) — французский военачальник, командующий армией, командир батальона. Участник Первой мировой войны.

## Биография
Родился в Монлюк 18 августа 1875 года в семье кузнеца. Образование получил в Сен-Сирском военном училище, который окончил в 1897 году.

### Военная деятельность
Начал службу в составе стрелкового полка в Алжире. В 1918 году был назначен начальником оперативного отдела штаба генерала Фердинанда Фоша. в 1924-1928 годах был начальником штаба генерала Дугета во время подавления восстания населения в Марокко.
С 1935 был главнокомандующим французскими вооруженными силами. В годы Второй мировой войны был во главе армий в Северо-Западной Франции.
После создания правительства во главе с маршалом Филиппом Петэном Жозеф отказался от сотрудничества. В 1940 году был уволен с поста главнокомандующего и назначен генерал-инспектором сухопутных войск. Немного спустя ушел в отставку. Позже был свидетелем на суде над Петэном.
В 1943-1945 годах был членом Французского комитета национального освобождения
Скончался в 1951 году.

## Внешние ссылки
- The U.S. Army Campaigns of World War II: Southern France (англ.)